# 킬릭스
킬릭스(Κίλιξ, Cilix)는 그리스어로 '구부러진 뿔 달린 황소'라는 뜻이다. 그리스 신화에 나오는 아게노르의 아들이며 카드모스와 에우로페의 형제이다.
킬릭스의 아버지는 아게노르 또는 아게노르의 아들 페닉스였다.
제우스는 에우로페가 꽃을 모으는 것을 보고 사랑에 빠졌다. 제우스는 흰소로 변신하여 에우로페를 멀리 크레타섬으로 데려 갔다. 그 후 그는 그의 진실한 신분을 드러내고 에우로페는 크레타의 첫 여왕이 되었다. 카드무스는 에우로페를 찾기 위해 파견되었는데 그는 보에오티아 지역으로 갔다가 그리스의 테베를 창건하였다.
킬릭스는 에우로페의 다른 형제로 역시 그녀를 찾다가 소아시아에 정착하였다. 그곳은 그의 이름을 따라 킬리키아라 불렸다.

## 같이 보기
- 그리스 신화의 등장인물 목록